# 共変モデル
ハロルド・ケリーの共変モデル（きょうへんモデル）は、人々は通常、個人、刺激、または状況の観点から他人の行動の原因を説明するという考えである。
合意性、弁別性、一貫性という3つの情報源に基づいてこれらの帰属を説明する。他の人々や私たち自身が特定の方法で行動する理由を説明するために、人々が因果推論を行う帰属理論でもある。それは社会的知覚と自己知覚の両方に関係している（Kelley、1973）。
共変動の原理は、「効果は、時間の経過とともに共変する可能性のある原因の1つに起因する」と述べている（Kelley、1973：108）。つまり、特定の動作は、同時に発生する潜在的な原因に起因する。この原則は、個人が何度か行動を観察する機会がある場合に役立つ。結果の原因は、人（内部）、刺激（外部）、状況、またはこれらの要因のいくつかの組み合わせに起因する可能性がある（Hewstone et al。、1973）。帰属は、合意性、弁別性、および一貫性の3つの基準に基づいて作成される（Kelley、1973）。

## 合意性
ほとんどの場合、研究は共変モデルを支持しているが、1つの大きな例外がある。それは、人間は因果関係を示すときに合意性情報に常に注意を払うとは限らないということである。
合意性は、さまざまな人々の間での行動の共変動である。多くの人がリサを魅力的だと思うなら、合意性は高いである。アーノルドだけがリサを魅力的だと思った場合、合意性は低くなる。高い合意性は刺激（上記の例ではリサ）に起因し、低い合意性は人（この場合はアーノルド）に起因する。

## 弁別性
弁別性とは、特定の状況に対してその動作がどれほどユニークであるかを指す。個人がすべての状況で同じように行動する場合、弁別性は低く、特定の状況でのみ行動を示す場合、弁別性は高くなる。弁別性が高い場合、この行動は人ではなく刺激に起因すると考えられる（Gilovich et al。、2005）。
スタントン博士がバリーの作品を褒め称える例を参考にすると、スタントン博士が他の人の作品を褒めることはほとんどないのであれば、高い弁別性を示している。しかし、彼がすべての人の仕事を褒め称えるならば、これは低い弁別性であり、その行動をその人、この場合はスタントン博士に帰するだろう（Orvis et al。、1975）。

## 一貫性
一貫性とは、時間の経過に伴う行動の共分散である。ジェーンがいつも寛大であるならば、彼女は高い一貫性を示す。ジェーンが寛大であることはめったにないか、特定の時間、おそらく休日の前後にのみ寛大である場合、彼女は一貫性が低くなる。高い一貫性は人に起因し（ジェーンは寛大な人である）、低い一貫性は状況に起因する（休日は人々を寛大にする）。

## 帰属
Hewstone and Jaspars（1987）によると、特定の状況での合意性、弁別性、一貫性のレベルを評価することにより、人が個人的（内部）、刺激（外部）、または状況的帰属を行う可能性が高いかどうかを判断できる。
低い合意性、低い弁別性、高い一貫性=個人の帰属
高い合意性、高い弁別性、高い一貫性=刺激の帰属

高い合意性、低い弁別性、低い一貫性=状況の帰属
マッカーサーの研究（1972）を参照して、次の例を考えてみましょう。「ジョンはコメディアンを笑う」この結果は、人（ジョン）の何か、刺激（コメディアン）、状況（その夜のコメディクラブ）によって引き起こされる可能性がある。 ）、またはこれらの要因のいくつかの組み合わせ（Hewstone et al。、1987）。
ジョンだけがコメディアンを笑っている（合意性が低い）場合、彼は他のコメディアンクラブでコメディアンを笑っている（一貫性が高い）、そして他のコメディアンを笑っている（弁別性が低い）場合、その効果は人（ジョン）。
誰もがコメディアンを笑っている場合（合意性が高い）、ジョンは他のコメディアンクラブでコメディアンを笑っている（一貫性が高い）、他のコメディアンを笑っていない（弁別性が高い）場合、その効果は何かが原因であると見なされる。刺激（コメディアン）。
誰もがコメディアンを笑っている（合意性が高い）場合、ジョンは他のコメディクラブのコメディアンを笑わず（一貫性が低い）、クラブの他のコメディアンを笑っている（弁別性が低い）場合、その効果は次の原因で発生していると見なされる。状況の何か（その夜のコメディクラブ）。

## 因果スキーマ
因果スキーマとは、特定の効果に関連して、もっともらしい原因について人が考える方法を指す。提供される情報が限られている場合、それは彼または彼女に因果的帰属を作成する手段を提供する。ケリーによって認識された3つの因果スキーマは、複数の十分な原因、複数の必要な原因、および代償的原因の因果スキーマである（Kelley、1973）。
複数の十分な原因：彼または彼女は、原因Aまたは原因Bのいずれかで、特定の効果を生み出すのに十分であると信じている可能性がある（Kelley et al。、1980）。たとえば、アスリートが薬物検査（効果）に失敗した場合、そのアスリートが不正行為を試みている（原因A）か、だまされて禁止物質を摂取している（原因B）と考えられる。どちらかが効果に十分な属性を引き起こす（McLeod、2010）。
複数の必要な原因：特定の効果を生み出すには、AとBの両方が必要である（Kelley et al。、1980）。たとえば、アスリートがマラソンに勝った場合（効果）、その選手は非常に健康で（原因A）、意欲が高い（原因B）必要があると考えられる（McLeod、2010年）。
代償的原因の原因スキーマ：この影響は、AまたはBのいずれかが最大に存在する場合、またはAとBの両方が中程度に存在する場合に発生する。たとえば、成功（効果）は、高い能力（原因A）または低いタスクの難易度（原因B）に依存する。いずれかの原因が非常に存在する場合、または両方が中程度に存在する場合、成功が発生する（Kelley1973）。

## 制限事項
ケリーの共変量モデルにも限界がある。モデルの批判は主に、意図的な行動と意図しない行動、および理由と原因の説明の区別の欠如に関係している（Malle、1999）。
意図的な行動は、特定の行動が望ましい結果につながるという信念とともに、結果に対する欲求があるときに発生する。これらの信念と欲求は、行動する意図の背後にある理由として機能する精神状態である。行動が意図的でない場合、その行動は理由によって説明されるのではなく、欲望や信念の精神状態に関係のない原因の説明によって説明される。 Malle（1999）は、行動が意図的であるか非意図的であるかが説明のタイプを予測し、提示された説明のタイプが志向性の判断を予測することを発見した。
マレ（1999）はまた、行動の帰属に作用する重要な要因として、俳優対観察者であることの異なる効果、自己奉仕バイアスの効果、および主観的推論と合理的推論の区別を指摘した。これは、共変動モデルでは考慮されていません。マレは、行動の帰属をより広く、より包括的に理解するための新しい理論的枠組みを提供する。
さらに、ほとんどの研究は共変モデルを支持しているが、人間は因果関係を理解しようとするときに他の人が同じように反応するかどうかに関する合意性情報に常に注意を払うわけではない。

## ノート
1. ↑  also known as 'ANOVA model' (Kelley & Michela, 1980:462)
2. 1 2 3  “Lecture 2.2: Some Twists and Turns When Explaining Behavior - WEEK 2: The Psychology of Self-Presentation and Persuasion”. Coursera. 2021年5月25日閲覧。
3. ↑  see also Kelley's discounting principle (1971, 1972): single observation